# Танґаб (Талеш)
Танґаб (перс. تنگاب) — село в Ірані, у дегестані Кухестані-є-Талеш, в Центральному бахші, шагрестані Талеш остану Ґілян. За даними перепису 2006 року, його населення становило 163 особи, що проживали у складі 42 сімей.

## Клімат
Середня річна температура становить 12,36°C, середня максимальна – 26,67°C, а середня мінімальна – -2,14°C. Середня річна кількість опадів – 549 мм.
| Клімат поселення                              | Клімат поселення | Клімат поселення | Клімат поселення | Клімат поселення | Клімат поселення | Клімат поселення | Клімат поселення | Клімат поселення | Клімат поселення | Клімат поселення | Клімат поселення | Клімат поселення | Клімат поселення |
| Показник                                      | Січ.             | Лют.             | Бер.             | Квіт.            | Трав.            | Черв.            | Лип.             | Серп.            | Вер.             | Жовт.            | Лист.            | Груд.            |                  |
| Середній максимум, °C                         | 10,22            | 9,02             | 11,05            | 15,33            | 19,95            | 24,67            | 26,67            | 26,31            | 21,79            | 18,46            | 13,56            | 10,26            |                  |
| Середня температура, °C                       | 4,64             | 3,44             | 5,48             | 9,76             | 14,38            | 19,09            | 22,42            | 22,05            | 17,53            | 14,20            | 9,32             | 6,00             |                  |
| Середній мінімум, °C                          | −0,94            | −2,14            | −0,1             | 4,18             | 8,78             | 13,51            | 18,16            | 17,80            | 13,30            | 9,95             | 5,07             | 1,74             |                  |
| Норма опадів, мм                              | 45               | 42               | 59               | 56               | 46               | 24               | 12               | 22               | 48               | 77               | 58               | 60               |                  |
| Середньомісячна швидкість вітру, м/с          | 2.18             | 2.44             | 2.48             | 2.57             | 2.23             | 2.21             | 2.53             | 2.32             | 1.94             | 2.05             | 2.00             | 2.00             |                  |
| Середньомісячна сонячна радіація, кДж/м²·день | 7043             | 9431             | 11618            | 15988            | 19826            | 22622            | 23573            | 20005            | 16488            | 11363            | 8597             | 6683             |                  |
| --------------------------------------------- | ---------------- | ---------------- | ---------------- | ---------------- | ---------------- | ---------------- | ---------------- | ---------------- | ---------------- | ---------------- | ---------------- | ---------------- | ---------------- |
| Джерело:                                      |                  |                  |                  |                  |                  |                  |                  |                  |                  |                  |                  |                  |                  |